# گیله‌کران
گیله‌کران (به لاتین: Gilakeran) یک منطقهٔ مسکونی در جمهوری آذربایجان است که در شهرستان آستارا واقع شده‌است.

## ریشه واژه
گیله‌کران از دو عبارت تالشی گیل (اشاره به قوم گیلک) و کران به‌معنای روستا یا آبادی تشکیل شده است و معنای کلی آن به‌صورت آبادی گیل‌ها است.